# Městské muzeum Loreta
Městské muzeum Loreta je muzeum v Chlumci nad Cidlinou zaměřené na historii města a chlumeckého regionu. Muzeum sídlí v bývalém klášteře Loreta.

## Historie
V roce 1927 byl v Chlumci nad Cidlinou založen přípravný muzejní výbor, jehož cílem bylo zřídit ve městě muzeum. Prvním sídlem muzea byla městská radnice, kde bylo muzeum veřejnosti otevřeno 28. října 1930. Uvažovalo se o přesunu muzea do vhodnějších, trvalých prostor. Jednou z možností byla i oprava starého vodního hradu, jehož historické prostory by mohly sloužit jako lapidárium a vhodná moderní přístavba by nabídla prostory pro umístění ostatních sbírek. Uvažovalo se rovněž o bývalém klášteře Loreta (současné sídlo muzea), o bývalé synagoze, bývalém letním zámečku Zapeč – k přesunu muzea ale nedošlo.
Během druhé světové války byly sbírky umístěny v bývalé synagoze. Po roce 1945 využívalo muzeum jako depozitář zámeček Zapeč. Až do roku 1951 ale muzeum trvale sídlilo na radnici, poté se přestěhovalo do prvního patra Tereziánského traktu zámku Karlova Koruna (mělo zde k dispozici 17 místností). V souvislosti s otevřením výstavy Barok v Čechách instalované na zámku Karlova Koruna v roce 1968 muselo ale muzeum ustoupit restauraci. Do areálu zámku se pak část sbírek vrátila v roce 1972 – to ale do zámecké oranžerie, kde byla zpřístupněna tzv. Klicperova pamětní síň. Po zrušení Klicperovy síně už byly exponáty přesunuty pouze do depozitáře zřízeného v budově bývalého hostince U Terciánů v Palackého ulici v Chlumci nad Cidlinou a koncem 80. let 20. století tak muzeum zcela zaniklo.
V 90. letech 20. století padlo rozhodnutí zrekonstruovat zcela zdevastovaný objekt bývalého kláštera Loreta a muzeum umístit tam. Rekonstrukce proběhla podle projektu ing. arch. J. Zimy a muzeum bylo v nových prostorách slavnostně otevřeno 8. června 2002.

## Expozice
Expozice je geograficky zaměřena na město Chlumec nad Cidlinou a jeho blízké okolí, časově je orientována převážně do 19. století, i když obsahuje i několik starších a také novějších exponátů.
Výstavní exponáty jsou umístěny jak v interiérech budovy, tak také v otevřených i zasklených ambitech.
Expozice v přízemí budovy:
- vznik muzea, dějiny Lorety, oblast Chlumecka
- výstava zemědělských strojů minulosti
- Chlumecko v pravěku a středověku
- ostrostřelci – v této expozici jsou umístěny vzácné střelecké terče malované na dřevě, které byly jako historické exponáty vystavovány již ve 30. letech 20. století v prvním chlumeckém městském muzeu v radnici
- selské bouře – tato expozice připomíná selské povstání z roku 1775
- ze starého selského hospodářství

Expozice v patře budovy:
- selská jizba
- ze životního stylu měšťanstva před sto lety
- cechy a řemesla v Chlumci nad Cidlinou
- významní chlumečtí rodáci (Václav Kliment Klicpera, Jaroslav Goll, Jan Říha)
- 1. světová válka a další

## Turistická známka
V muzeu je k dostání turistická známka č. 1132 – Chlumec nad Cidlinou.

## Návštěvnost
| Rok  | Počet návštěvníků |
| ---- | ----------------- |
| 2022 | 3 268             |
| 2023 | 4 526             |
| 2024 | 5 429             |